# Jean Chapelain
Jean Chapelain (4. prosince 1595, Paříž, Francie - 22. února 1674, Paříž) byl francouzský básník a literární kritik období klasicismu. Byl organizátorem a jedním ze zakládajících členů Francouzské akademie.

## Život
Chapelain byl synem notáře. V mládí si získal renomé několika básněmi, což bylo podpořeno i jeho pařížskými známostmi. Poté, co uveřejnil několik ód a jeden překlad pikareskní románu Guzman de Alfarache od autora Mateo Alemána, se stal skutečnou hvězdou tehdejšího literárního nebe.
Chapelain připravoval několik let svou epickou poému La Pucelle ou la France délivrée, která se stala známou kuriozitou společenských salonů. Tématem byl život Johanky z Arku. Díky tomu, že autor deklamoval ve společnosti několik veršů z této poémy, získal si značnou reputaci a mluvilo se o skvělém mistrovském díle, ačkoli nikdo neznal dílo celé. Zatímco dvanáct prvních zpěvů publikoval v roce 1656, dvanáct posledních nebylo během jeho života vůbec vytištěno. Nicolas Boileau později uspořádal autorovi epigramy, které sice nezískaly velkou slávu, ale zachovaly se díky Boileauvě editorské snaze do dnešních dob.
Jean Chapelain zanechal výraznější stopu ve francouzské literární kritice, pro kterou stanovil základní východiska a aplikoval empirické standardy.
Chapelain se stal oblíbencem dvora. Richelieu ho povolal do Francouzské akademie již při jejím založení a udělil mu penzi 3000 livre. Pověřil ho sestavováním Dictionnaire et de la Grammaire de l'Académie a redigováním kritiky divadelní hry Cid od Pierra Corneilla. Jean-Baptiste Colbert ho pověřil vytvořením seznamu spisovatelů a vědců, kteří měli důvěru krále, a kterým byly uděleny svobody a apanáže Ludvíkem XIV.
Jedna legenda říká, že Chapelain byl extrémní lakomec: prý jednou onemocněl na smrt, protože se raději brodil v řece, než by měl platit převozní taxu, avšak Gustave Lanson, ředitel Ecole Normale Supérieure, napsal: Tallement, Ménage a jiní pouštěli do oběhu legendy o Chapelainově hrabivosti. Je však pravdou, že nosil rozedraný plášť a ubohou paruku, a že si dělal příliš malý oheň ve svém krbu. Po jeho smrti našli v jeho kufru padesát tisíc écu. Tento lakomec zkrátka upřednostňoval vždy svou práci před štěstím (...) Richelieu ho chtěl jmenovat tajemníkem ambasády v Římě: on odmítl, protože vyslanec pan de Noailles mu chtěl svěřit domácí záležitosti, jeho pýcha mu však kázala sloužit pouze králi. Mazarin mu nabídl, že ho udělá s týmž titulem sekretářem kongresu v Munsteru a udělá z něj státního rádce, čímž získá vyšší hodnost. On však nevytěžil nic z těchto dobrých nabídek, ačkoli politiku vášnivě miloval. V roce 1662 odmítl místo vychovatele dauphina, které mu nabídl Montausier. Vzhledem k věku prince to byla jen výnosná sinekúra. Rád též půjčoval peníze svým přátelům až do výšky třiceti livre. (...) S noblesou snášel dost vysoké ztráty při různých příležitostech a vysvětlil to tak, že muž, který má vášeň pro peníze vůbec nic nedokáže. V konečném výsledku, Chapelain byl velmi čestný muž, šetrný možná, ale bez zájmu o peníze, věrný, bez ambicí a tužeb, obětavý vůči přátelům, svědomitý vůči cizincům, ochráncem všech talentů.
Podle Christiaana Huygense  jako první – roku 1660 – přišel s hypotézou, že Saturnovy prstence nejsou oblakem páry, ale že se skládají z velikého množství malých oběžnic .